# USCGC Lilac (WAGL-227)
L'USCGC Lilac (WAGL/WLM-227) est un ancien navire de service des phares et balises construit en 1933 pour l'United States Coast Guard.
Le Lilac est le seul Lighthouse tender (en) à vapeur des États-Unis encore en activité. Dans les années 1950, il a aidé plusieurs navires qui sont entrés en collision.

## Préservation
Désarmé en 1972, il a été donné à la Harry Lundeburg Seamanship School of Seafarers International Union. C'est un navire musée, amarré au Pier 25, près de North Moore Street (en) à Manhattan, à New York.
Il a été classé au registre national des lieux historiques le 7 janvier 2005.